# ريك دوكومون
ريك دوكومون هو كاتب سيناريو وممثل كندي، ولد في 3 يوليو 1952 في كندا، وتوفي في 12 يونيو 2015 بفانكوفر في كندا بسبب السكري.

## أعمال

### أفلام
- (1988) موت قاسي[5][6][7]
- (1990) صيد أكتوبر الأحمر[8][9][10]
- (1992) إنسينو مان
- (1993) لاست أكشن هيرو[11][12][13]
- (1993) يوم جراوندهوج[14]
- (2000) سكيري موفي[15]

## وصلات خارجية
- ريك دوكومون على موقع IMDb (الإنجليزية)
- ريك دوكومون على موقع ألو سيني (الفرنسية)
- ريك دوكومون على موقع أول موفي (الإنجليزية)
- ريك دوكومون على موقع قاعدة بيانات الأفلام السويدية (السويدية)
- ريك دوكومون على موقع قاعدة بيانات الفيلم (الإنجليزية)
- ريك دوكومون على موقع كينوبويسك (الروسية)